# Anders Jacobsen
Anders Jacobsen (* 17. Februar 1985 in Hønefoss) ist ein ehemaliger norwegischer Skispringer. Sein größter Erfolg ist der Gesamtsieg bei der Vierschanzentournee 2006/07. Jacobsen gewann weiterhin bei den Nordischen Skiweltmeisterschaften 2009 in Liberec und 2013 im Val di Fiemme jeweils die Bronzemedaille von der Großschanze. Bei der Skiflug-Weltmeisterschaft 2010 in Planica wurde er ebenfalls Dritter.

## Werdegang
Ursprünglich arbeitete er als Klempner in Norwegen und betrieb Skispringen seit seinem achten Lebensjahr mehr als Hobby. Im Sommer 2006 wurde er als Mitglied des norwegischen B-Kaders von Nationaltrainer Mika Kojonkoski zu einem Auswahlverfahren für das Team eingeladen, in dem er derart gute Sprünge absolvierte, dass er in der folgenden Saison zusammen mit Tom Hilde in der norwegischen Nationalmannschaft eingesetzt wurde.
Sein erstes Weltcup-Springen auf Schnee absolvierte er am 24. November 2006 im finnischen Kuusamo, bei dem er den dritten Platz belegte. Bei den folgenden Springen in Lillehammer konnte Jacobsen seine aufstrebende Form bestätigen und etablierte sich schnell in der Weltspitze.
Seinen ersten Weltcupsieg feierte der von seinen Mannschaftskollegen als „Kanonenkugel von Hønefoss“ genannte Jacobsen am 17. Dezember 2006 beim Springen im schweizerischen Engelberg. Nach einem vierten Rang in Oberstdorf, einem fünften in Garmisch-Partenkirchen, dem Sieg in Innsbruck und dem zweiten Platz beim letzten Springen in Bischofshofen erreichte die Entdeckung der Saison mit dem Gewinn der 55. Vierschanzentournee seinen größten Erfolg. Zweiter im Gesamtklassement wurde der Österreicher Gregor Schlierenzauer vor dem Schweizer Simon Ammann.
Bei den Nordischen Skiweltmeisterschaften 2007 in Sapporo gewann er zusammen mit Tom Hilde, Anders Bardal und Roar Ljøkelsøy die Silbermedaille im Teamspringen von der Großschanze. Seine erste Weltcup-Saison schloss er mit dem zweiten Platz ab. Auch 2007/08 zeigte Jacobsen gute Leistungen. Neben einem Sieg in Liberec, konnte er vier weitere Male eine Podestplatzierung erspringen und wurde am Ende sechster in der Gesamtwertung. Bei den Nordischen Skiweltmeisterschaften 2009 in Liberec gewann er Bronze von der Großschanze sowie Silber mit der Mannschaft.
Bei den Olympischen Winterspielen 2010 in Vancouver erreichte er im Springen von der Normalschanze den 9. Platz. Mit der Mannschaft gewann er im Teamspringen die Bronzemedaille.
Am 9. August 2008 hat er seine Lebenspartnerin Birgitte Jacobsen geheiratet. Am 23. Januar 2011 bekamen sie ihren ersten Sohn, Isak.
Am 8. Februar 2011 sprang Anders Jacobsen bei der Nationalen Norwegischen Meisterschaft 142,5 m am Holmenkollen in Oslo. Er übersprang den bis dato weitesten Sprung auf der Schanze (141 m von Andreas Kofler) um 1,5 m. Da es sich aber um einen nationalen und keinen offiziellen internationalen Wettkampf handelte, besteht der offizielle Schanzenrekord von Kofler bis heute.
Am 30. Mai 2011 gab Anders Jacobsen bei einer Pressekonferenz bekannt, dass er sich eine Auszeit vom Skispringen nimmt und möglicherweise seine Karriere ganz beendet. Begründet hat er seine Entscheidung mit Motivationsproblemen. Am 3. Januar 2012 kündigte er demgegenüber an, an den norwegischen Meisterschaften von der Großschanze am 7. Februar 2012 in Trondheim seinen Titel aus dem Vorjahr verteidigen zu wollen. Dies sei nötig, um sich so für die norwegische Mannschaft bei den Skiflug-Weltmeisterschaften in Vikersund zu qualifizieren. Er verpasste zwar eine Team-Nominierung für die Skiflug-WM, ging dort allerdings als Vorspringer von der Schanze, ebenso wie schon zuvor in Oberstdorf. Bei den norwegischen Meisterschaften von der Normalschanze am 24. März 2012 in Voss gewann er den Titel. Im Mai erhielt Jacobsen seitens des norwegischen Verbandes einen Startplatz in der Continental-Cup-Mannschaft mit der Aussicht, bei guten Leistungen auch an Weltcup-Wettbewerben teilnehmen zu können. Auch mit zwei Siegen bei der nationalen Serie "Sommerhoppuke" machte er auf sich aufmerksam, wo er letztendlich auch den Gesamtsieg feiern konnte. Seit Beginn der Saison 2012/13 sprang Jacobsen wieder im Weltcup. Gleich bei seinen beiden ersten Springen beim Weltcupauftakt in Lillehammer verpasste er als Vierter das Podest jeweils nur knapp. Beim Auftaktspringen der Vierschanzentournee 2012/13 in Oberstdorf und dem folgenden Wettbewerb in Garmisch-Partenkirchen gelangen ihm die ersten Weltcupsiege seit seiner Karriereunterbrechung. Schlussendlich belegte er bei der Vierschanzentournee den zweiten Platz hinter Gregor Schlierenzauer, der die beiden weiteren Springen in Innsbruck und Bischofshofen gewann.
Beim Skifliegen in Planica zog sich Jacobsen im März 2013 einen Kreuzbandriss zu. Mitte November 2013 absolvierte er nach langer Verletzungspause die ersten Trainingssprünge.
Am 21. April 2015 gab er sein Karriereende bekannt.

## Erfolge

### Weltcupsiege im Einzel
| Nr. | Datum             | Ort                    | Typ         |
| --- | ----------------- | ---------------------- | ----------- |
| 01. | 17. Dezember 2006 | Engelberg              | Großschanze |
| 02. | 4. Januar 2007    | Innsbruck              | Großschanze |
| 03. | 13. Januar 2007   | Vikersund              | Flugschanze |
| 04. | 10. Februar 2007  | Willingen              | Großschanze |
| 05. | 9. Februar 2008   | Liberec                | Großschanze |
| 06. | 31. Januar 2010   | Oberstdorf             | Flugschanze |
| 07. | 30. Dezember 2012 | Oberstdorf             | Großschanze |
| 08. | 1. Januar 2013    | Garmisch-Partenkirchen | Großschanze |
| 09. | 12. Januar 2013   | Zakopane               | Großschanze |
| 10. | 1. Januar 2015    | Garmisch-Partenkirchen | Großschanze |

### Weltcupsiege im Team
| Nr. | Datum            | Ort        | Typ         |
| --- | ---------------- | ---------- | ----------- |
| 01. | 16. Februar 2008 | Willingen  | Großschanze |
| 02. | 15. März 2008    | Planica    | Flugschanze |
| 03. | 21. März 2009    | Planica    | Flugschanze |
| 04. | 6. März 2010     | Lahti      | Großschanze |
| 05. | 17. Februar 2013 | Oberstdorf | Flugschanze |

### Grand-Prix-Siege im Einzel
| Nr. | Datum           | Ort      | Typ         |
| --- | --------------- | -------- | ----------- |
| 01. | 23. August 2009 | Zakopane | Großschanze |

### Grand-Prix-Siege im Team
| Nr. | Datum          | Ort          | Typ           |
| --- | -------------- | ------------ | ------------- |
| 01. | 8. August 2009 | Hinterzarten | Normalschanze |

### Continental-Cup-Siege im Einzel
| Nr. | Datum         | Ort     | Typ           |
| --- | ------------- | ------- | ------------- |
| 01. | 7. Juli 2012  | Kranj   | Normalschanze |
| 02. | 15. Juli 2012 | Sotschi | Großschanze   |

## Statistik

### Weltcup-Platzierungen
| Saison  | Platz | Punkte |
| ------- | ----- | ------ |
| 2006/07 | 02.   | 1319   |
| 2007/08 | 06.   | 0827   |
| 2008/09 | 08.   | 0661   |
| 2009/10 | 07.   | 0557   |
| 2010/11 | 19.   | 0344   |
| 2012/13 | 05.   | 0878   |
| 2013/14 | 51.   | 0082   |
| 2014/15 | 17.   | 0511   |

### Grand-Prix-Platzierungen
| Saison | Platz | Punkte |
| ------ | ----- | ------ |
| 2006   | 10.   | 184    |
| 2007   | 18.   | 114    |
| 2008   | 26.   | 086    |
| 2009   | 08.   | 241    |
| 2010   | 65.   | 013    |
| 2012   | 39.   | 056    |